# Кицовени (Ботошани)
Кицовени (рум. Chițoveni) насеље је у Румунији у округу Ботошани у општини Фламанзи. Oпштина се налази на надморској висини од 117 m.

## Становништво
Према подацима из 2002. године у насељу је живело 614 становника, од којих су сви румунске националности.